# StarCraft
|  | Per a altres significats, vegeu «StarCraft (saga)». |

Starcraft és un videojoc d'estratègia en temps real, produït per Blizzard Entertainment el 1998. És similar a l'anterior joc de Blizzard Warcraft II, però ambientat en l'espai i amb un motor de joc totalment redissenyat. Va ser jugat per moltíssims jugadors arreu del món a través d'internet, fins al punt que alguns usuaris asseguren que cap altre joc d'estratègia l'ha superat pel que fa a conceptes i estil de joc, i que només ha estat superat en gràfics gràcies a l'evolució de la tècnica. De moment, ha tingut una sola expansió l'Starcraft - Expansion Set - BroodWar més conegut per StarCraft BroodWar, que encara millora l'original.
De l'Starcraft en va sorgir un altre joc, l'Starcraft Ghost, que no va tenir el mateix èxit que els seus predecessors, ja que és un joc de tàctica-acció. A més a més, només va sortir per a videoconsola, i no per a PC.
Al 31 de maig de 2007, StarCraft i Brood War van vendre gairebé 10 milions de còpies. A més, la sèrie va ser guardonada amb una estrella al Walk of Game en 2006, i té quatre Guinness World Records en el Guinness World Records Gamer's Edition de 2008.

## Sistema de joc
El sistema de joc es caracteritza pel seu gran dinamisme, l'equilibri existent entre les tres races que componen el joc (Terran, Zerg i Protoss) i la seva perfecta adaptació al joc en línia (només 8 jugadors a la vegada).
- Els Terran són la raça humana del joc. És una raça que equilibra bé tecnologia, evolució i nombre d'unitats.
- Els Zerg són una raça alienígena, sense tecnologia, que basa la seva fortalesa en la seva estructura biològica. Són unitats febles, però amb gran poder de recuperació, que costen pocs recursos, cosa que permet atacs massius.
- Els Protoss són una raça alienígena forta i poderosa, amb gran potencial d'atac, molta resistència als danys i gran evolució tecnològica. Tanmateix, les seves unitats ocupen molt d'espai i no són molts nombrosos a l'hora d'atacar. A més, costen de fabricar.

## Starcraft
En el mode d'un sol jugador cal completar tres campanyes, una per cada raça:
- Primera campanya Terran, té 10 nivells:
- Segona campanya Zerg, disposa de 10 nivells:
- Tercera campanya Protoss, 10 nivells:

## Starcraft BroodWar
En el mode d'un sol jugador cal completar tres campanyes, una raça. El fil argumental de la història les fa continuació de les primeres:
- Quarta campanya Protoss, té 8 nivells:
- Cinquena campanya Terran, inclou 8 nivells més:
- Sisena campanya Zerg, incorpora 10 nivells i un d'amagat que es desbloqueja en acabar el nivell 9 abans d'hora: